# Engelchen oder Die Jungfrau von Bamberg
Engelchen oder die Jungfrau von Bamberg ist eine deutsche Filmkomödie aus dem Jahr 1968.
Der Streifen galt damals als Sexkomödie, für heutige Begriffe wirkt er aber ausgesprochen harmlos.

## Handlung
In dem Film spielt Gila von Weitershausen die 19-jährige Katja aus der fränkischen Provinz (Bamberg), die nach München reist, um ihre Jungfräulichkeit zu verlieren. Mit dem Ausspruch: „Ich bin endlich fällig!“ stürzt sie sich ins Schwabinger Nachtleben, quartiert sich dort in einer Wohngemeinschaft von gammelnden Lebenskünstlern ein, darunter ein „Graf“. Sie gibt vor, gerade von einem Auftrag als Fotomodell in Rom zurückgekehrt zu sein, und im nächsten Semester studieren zu wollen. Aber ihre WG-Bewohner, sonst keine Kinder von Traurigkeit und Anhänger der freien Liebe, zeigen sich der Situation, es mit einer leibhaftigen Jungfrau zu tun zu haben, nicht gewachsen und geraten in Verwirrung. Letztlich gelingt es Katja aber doch, ihr Ziel zu erreichen, indem sie die Männer gegeneinander ausspielt. Der Graf erfüllt ihre Wünsche und sie reist am Schluss befriedigt wieder in ihre Heimat.

## Sonstiges
Die Titelrolle spielte Gila von Weitershausen. Sie bekam die Gelegenheit, sich durch diesen Film einen Namen zu machen, weil die ursprüngliche Besetzung Sabine Sinjen erkrankt war. Später trat sie noch in einigen weiteren Streifen des in dieser Zeit neu entstandenen Genres Schwabing-Film auf und galt mit ihrer als eine der Symbolfiguren dieser Zeit der freien Liebe und sexuellen Revolution. Damals gab es Filme dieses Genres, die im Kino erfolgreicher waren, z. B. Zur Sache, Schätzchen mit Werner Enke und Uschi Glas, der zeitgleich gedreht wurde.
Weiter wirken mit Christof Wackernagel, der später als Terrorist für die RAF aktiv war und heute nach einem zehnjährigen Gefängnisaufenthalt wieder als Schauspieler tätig ist, und Hans Clarin als WG-Bewohner. Einen Kurzauftritt in dem Film hat Helmut Markwort, später Chefredakteur und Herausgeber des Focus, als grapschende Zufallsbekanntschaft von Katja. 
Der Film kam sogar in einer englisch synchronisierten Version unter dem Namen Angel Baby heraus, was für deutsche Filme selten ist. Bemerkenswert ist auch die Filmmusik. Kennzeichnend für die Thematik des Films ist etwa der Song No more waiting (Nicht mehr warten) von der deutschen Gruppe The Speeders. In der Bundesrepublik sahen den Film etwa zwei Millionen Zuschauer.

## Kritiken
„Ein respektlos-frecher, musikalisch schwungvoller Film mit Sinn für Jux und Komik, der jedoch nicht die heitere Schwerelosigkeit vergleichbarer „Schwabing-Komödien“ jener Jahre („Zur Sache, Schätzchen“) erreicht.“

## Nachfolger
An den Erfolg des Filmes versuchte der Folgefilm Engelchen macht weiter – hoppe, hoppe Reiter (1969) anzuknüpfen.